# Литицкая митрополия
Лити́цкая митропо́лия (греч. Μητρόπολη Λιτίτσης) — историческая митрополия Константинопольской православной церкви на территории Фракии с центром в Ортакёе (ныне Ивайловград, Болгария).

## История
Как епархия, она впервые упоминается как Летидзийская епископия (греч. Επισκοπή Λιοτίτζης) во время правления императора Льва VI Мудрого. До 1350 года епископия получила ранг митрополии. Архиерейская кафедра располагалась в Ли́тице (греч. Λίτιτσα, ныне известна как крепость Лютица) вплоть до её разрушения Кирдзалидами в 1790 году. Таким образом, престол был перенесён в Ортакёй, где процветал греческий элемент.
В 1821 году епископ Литицкий Софроний, который был членом тайной греческой организации Филики Этерия, сформировал революционный корпус мандрийцев и ортакёйцев, то есть греческих жителей Мандрицы и Ортакёя, которые, перейдя оккупированную турками часть Болгарии, объединились с войсками Александра Ипсиланти из Молдавии. После провала революции те, кто выжил, пересекли Балканский полуостров и добрались до Эпира, а оттуда до восставшей Румелии, где они сражались за свободу Греции. Мало кто из этих воинов вернулся.
В рамках усилий по защите греческой самобытности региона и его населения, а также по прекращению насилия со стороны болгар и 23 сентября 1907 года в монастыре Святых Константина и Елены в Ортакёе состоялась церемония приведения к присяге фракийских греческих бойцов с целью «освобождения» этого района, то есть присоединения его к Греческому королевству.
Ортакёй был взят болгарскими войсками во время Первой Балканской войны (30 сентября 1912 — 30 мая 1913). Болгары изгнали в 1912 году со своего места греческого митрополита Литицкого Никодима вместе со всеми греками во время гонений эллинизма Фракии в 1912—1913 годах, в связи с чем он стал последним митрополитом Литицким.
Митрополия номинально существовала до 22 февраля 1945 года, когда вместе с другими митрополиями Северной Фракии, была исключена из списка епархий Константинопольского патриархата, после признания последним Болгарского экзархата и уврачевания болгарского раскола.

## Правящие архиереи
источники
1. неизвестный (упом. 1342, 1350, 1351)
2. Феодосий (1652—1681)
3. Палладий (1688—1689)
4. неизвестный (упом. 1712)
5. Мефодий (1721—1731)
6. Анфим (?-1759)
7. Афанасий (1759—1788)
8. Игнатий (1788—1796)
9. Григорий (1796—1811)
10. Софроний (1811—1827)
11. Иоанникий (1827—1853)
12. Григорий (1853—1855)
13. Иосиф (1855—1861)
14. Игнатий (11 марта 1861 — 14 января 1892)
15. Константин (Хадзиапостолу) (14 января 1892 — 30 апреля 1894)
16. Василий (Папахристу) (3 мая 1894 — 27 сентября 1897)
17. Никифор (Левандеридис) (27 сентября 1897 — 8 февраля 1907)
18. Никодим (Неоклис) (25 февраля 1907 — 1 июня 1930)